# Nagtoralik Paamiut
Nagtoralik Paamiut (nach neuer Rechtschreibung Nattoralik Paamiut) ist ein grönländischer Fußballverein aus Paamiut.

## Geschichte
Nagtoralik Paamiut wurde 1945 gegründet. Der Vereinsname bedeutet übersetzt „Adler“.
An der ersten Ausgabe der Grönländischen Fußballmeisterschaft 1954/55 nahm eine Mannschaft aus Paamiut teil, bei der es sich womöglich um Nagtoralik gehandelt hat. Erstmals sicher als Nagtoralik als Teilnehmer der Meisterschaft ist der Verein 1959/60 bezeugt, als er im Sechzehntelfinale ausschied. In den folgenden Jahren schied die Mannschaft jeweils bereits in der Qualifikationsrunde aus. 1970 erreichte sie erstmals die Schlussrunde, als das südgrönländische Finale Teil dieser wurde, musste sich dort aber schon im Viertelfinale geschlagen geben. Erst 1976 ist Nagtoralik Paamiut erneut als Teilnehmer der Schlussrunde bekannt, wo er Vizemeister wurde. 1980 wurde der Verein Letzter. 1984 und 1985 erreichte Nagtoralik Plätze im Mittelfeld, 1987 wurde die Mannschaft Dritter und 1988 verpasste sie erneut das Halbfinale. 1989 trat sie mit zwei Mannschaften in der Qualifikation an, beide konnten sich aber nicht für die Schlussrunde qualifizieren. Auch in den folgenden drei Jahren verpasste der Verein die Qualifikation. 1993 wurde die Mannschaft Letzter in der Schlussrunde, ebenso wie bei der nächsten Schlussrundenteilnahme im Jahr 1996. Erst 2004 konnte sich der Verein wieder für die Schlussrunde qualifizieren und wurde wieder Letzter in der Gruppenphase, erreichte am Ende aber noch Platz 7. Auch 2011 erreichte Nagtoralik Paamiut nur den achten Platz, ebenso wie 2012. 2014 verpasste der Verein ursprünglich die Qualifikation, durfte aber aufrücken und wurde dann Letzter. In den Jahren danach verzichtete der Verein meist auf eine Teilnahme an der Meisterschaft.

## Platzierungen bei der Meisterschaft
- 1954/55: nicht qualifiziert
- 1958: unbekannt
- 1959/60: Sechzehntelfinale
- 1963/64: nicht qualifiziert
- 1966/67: nicht qualifiziert
- 1967/68: nicht qualifiziert
- 1969: nicht qualifiziert
- 1970: Platz 5/6 (von 6)
- 1971: unbekannt
- 1972: unbekannt
- 1973: unbekannt
- 1974: unbekannt
- 1975: unbekannt
- 1976: Platz 2 (von 4)
- 1977: unbekannt
- 1978: unbekannt
- 1979: unbekannt
- 1980: Platz 6 (von 6)
- 1981: unbekannt
- 1982: unbekannt
- 1983: unbekannt
- 1984: Platz 4 (von 6)
- 1985: Platz 5 (von 8)
- 1986: unbekannt
- 1987: Platz 3 (von 8)
- 1988: Platz 5/6 (von 8)
- 1989: nicht qualifiziert (Erste und Zweite Mannschaft)
- 1990: nicht qualifiziert
- 1991: nicht qualifiziert
- 1992: nicht qualifiziert
- 1993: Platz 8 (von 8)
- 1994: unbekannt
- 1995: nicht qualifiziert
- 1996: Platz 8 (von 8)
- 1997: unbekannt
- 1998: unbekannt
- 1999: nicht qualifiziert
- 2000: nicht qualifiziert
- 2001: nicht qualifiziert
- 2002: nicht qualifiziert
- 2003: nicht qualifiziert
- 2004: Platz 7 (von 8)
- 2005: unbekannt
- 2006: unbekannt
- 2007: unbekannt
- 2008: unbekannt
- 2009: nicht teilgenommen
- 2010: nicht qualifiziert
- 2011: Platz 8 (von 10)
- 2012: Platz 7/8 (von 10)
- 2013: unbekannt
- 2014: Platz 8 (von 8)
- 2015: nicht teilgenommen
- 2016: unbekannt
- 2017: nicht teilgenommen
- 2018: nicht teilgenommen
- 2019: nicht qualifiziert
- 2020: nicht teilgenommen
- 2021: nicht teilgenommen
- 2022: nicht qualifiziert
- 2023: Platz 5 (von 6)
- 2024: von der Schlussrunde zurückgezogen